# Voltabox
Voltabox ist ein börsennotierter deutscher Hersteller von Batteriesystemen für Flurförderzeuge und Bergbaufahrzeuge. Das Unternehmen sitzt in Paderborn in Nordrhein-Westfalen.

## Geschichte
Voltabox entstand 2014 durch eine Ausgründung des Automobilzulieferers Paragon. Die Ursprünge von Voltabox liegen im ehemaligen Geschäftsbereich für Elektromobilität von Paragon. Im Jahr 2016 wurde eine strategische Partnerschaft mit Joy Global zur Ausrüstung von Bergbaufahrzeugen beschlossen. Ein Jahr später wurde das Unternehmen in eine Aktiengesellschaft umgewandelt und an die Börse gebracht. 2019 war für das Unternehmen ein turbulentes Jahr, da Unregelmäßigkeiten in der Bilanz von 2017 durch die Deutsche Prüfstelle für Rechnungslegung aufgedeckt wurden. Ab dem Jahr 2019 befand sich das Unternehmen in einer erheblichen Restrukturierung. Im Jahr 2021 entschloss sich die Eigentümerin die Anteile an dem Unternehmen zu veräußern. Im Rahmen der Restrukturierung wurde das Automotive-Business für 8,6 Millionen Euro abgestoßen, zahlreiche Standorte veräußert und die operative Ausrichtung erheblich eingegrenzt.
Die Gesellschaft sieht sich durch den Eintritt der neuen Hauptaktionäre als finanziell stabilisiert an. Die neuen Gesellschafter sind die Trionity Invest GmbH und die EW Trade AG. Am 22. Februar 2022 erfolgte eine Kapitalerhöhung zwecks Refinanzierung der operativen Kosten der Gesellschaft. Die Kapitalerhöhung erfolgte im Zuge der Re-Kapitalisierung der Gesellschaft, in deren Zusammenhang weitere Finanzmittel durch die neuen Aktionäre zugesagt wurden. Im Rahmen eines Pflichtangebotes stieg im weiteren Verlauf die Triathlon-Gruppe als neuer Hauptaktionär ein. Triathlon gehört wiederum zur Sunlight-Gruppe.
Der neue Hauptfokus liegt im Bereich Hochvolt-Batteriesysteme für Nutzfahrzeuge, Photovoltaik und Stationärspeicher und künftig auch im Bereich des Recyclings.

## Standorte
Die Gesellschaft ist im Technologie-Park in Paderborn angesiedelt. Die übrigen Standorte in Deutschland, den USA und China wurden im Rahmen der Restrukturierung vollständig abgestoßen.
Die Tochtergesellschaft GreenCluster GmbH hat Standorte in Paderborn,  Erding, Carlow und Saalburg.